# フレデリック (メリーランド州)
フレデリック（英: Frederick）は、アメリカ合衆国メリーランド州の都市。メリーランド州内の郡では面積最大であるフレデリック郡の郡庁所在地である。人口は7万8171人（2020年）で、州内でボルチモアに次ぐ都市である。ワシントン・ボルチモア・北バージニア広域都市圏に含まれる。
フレデリックには主に一般航空輸送に供するフレデリック市営空港があり、他に郡内最大の雇用主であるアメリカ陸軍の医療・細菌戦研究施設フォート・デトリックがある。また、郡内では2番目の雇用主であり、国内では最大級のソーラーパネル製造者BPソーラーもある。

## 歴史
「フレデリック・タウン」は1745年にダニエル・デュラニー（土地投機家）が都市計画を作り、ドイツのラインラント・パラティネイト出身の若い改革派学校長ヨハン・トマス・シュライ（1790年没）に導かれたドイツ人移民集団が入植した。シュライは妻のマリア・ウィンツと共にメリーランド植民地にやってきていた。彼等が建てた町で最初の家屋は、20世紀に入ってもミドル・アレーとイースト・パトリック通りの北西角に立っていた。開拓地はキャロル・クリークの岸にダニエル・デュラニーが承認した土地の上に建設された。それから3年の内にこの開拓地はフレデリック郡の郡庁所在地になった。フレデリックの町の名前が何に因んで名付けられたものかは明らかでないが、第6代ボルティモア男爵フレデリック・カルバート、プリンス・オブ・ウェールズのフレデリック・ルイス、およびプロイセン大王フレデリックが可能性の高い者達である。歴史史料の多くはフレデリック・カルバートを支持している。
開拓者集団の指導者としてシュライの最初の任務は、ドイツ改革派教会（今日では福音主義改革派教会、キリスト合同教会と呼ばれる）を設立することであり、また普遍的な公共教育を後援するドイツ改革派教会の伝統を保つために、即座にその建物を公立学校として機能させることだった。18世紀遅くには多くのペンシルベニア・ダッチ（ペンシルベニア植民地に入ったオランダ人移民）が西方への移住の途中でフレデリックに入ってきた。フレデリックは「グレート・バレー」（シェナンドー渓谷など）を抜けて西はノースカロライナのピードモント台地に至るドイツ人移住ルートの1停止点だった。
フレデリック市は植民地時代から主要な交差点として機能した。フレンチ・インディアン戦争の時、イギリス軍のエドワード・ブラドック将軍はフレデリックを通って西に向かい、デュケーヌ砦近くで運命の待ち伏せに遭った。アメリカ独立戦争のとき、この交差点を支配するために、イギリス軍はこの町にヘシアン（ドイツ人傭兵）1個連隊を駐屯させた（その兵舎が今でも残っている）。シュライ家はアメリカ独立戦争のときの活動家であり、ある祖先は1714年のパルマの戦いで高い位を持っていたというドイツでも軍人一家だった。ヨハン・トマス・シュライの息子の1人、ジョージ・ジェイコブ・シュライ大佐は大陸軍のメリーランド部隊で仕えた。戦後、ヘシアン連隊の兵士達は故国に戻る術もなく、町に留まって地元の者と結婚し、ドイツ人としての一体性を強めた。後に、トーマス・ジェファーソン大統領がボルティモアからミズーリ州セントルイスに至るカンバーランド道路建設を発注したとき、その「ナショナル・パイク」はフレデリック市のパトリック通りに沿って走った。
フレデリックは当所から重要な市場の町に成長したが、19世紀初めの3分の1の間、金、銅、石灰石、大理石、鉄などの鉱物を生産してアメリカ合衆国でも有数の鉱業地帯にもなった。アメリカ独立戦争のときは既にサーモントの町近くにあるカトクティン・ファーネスは製鉄業の重要な場所となっていた。
アイルランドのジャガイモ飢饉から逃げてきた最初のアイルランド移民の波は1846年にフレデリック市に入り、シュライ家の指導的メンバーがアイルランドからのウィルソン家の者と結婚した。その結果として、シュライ家の多くの者がカトリックに改宗し、フレデリック市の住人はそれまでドイツ語を喋っていたものを、この頃初めて英語を話すようになった。19世紀を通じてフレデリックはその宗教的多様さで知られており、その大通りの1つ、チャーチ通りには6棟もの主要な教会が並んだ。カトリックの主要な教会であるセントジョン教会は1800年に建設され、1837年にチャーチ通りの北1ブロック、東2番街（通り向かい）に再建され、現在もその場所に立っている。これらの教会がアパラチア山脈の最も近い尾根であるカトクティン山を背景に、町を見下ろしている。奴隷制廃止運動家の詩人、ジョン・グリーンリーフ・ホイッティアはフレデリックのこの景色をバーバラ・フリッチーへのその詩に詠んだ。「フレデリックの群がる尖塔はメリーランドの丘に緑の壁を背にして立つ」

### 南北戦争以降
フレデリック市が主要な交差点であるという位置付けのために、南北戦争のメリーランド方面作戦ではこの町が中心になった。この間、北軍も南軍も町を通過した。1862年9月、南軍のストーンウォール・ジャクソン将軍はその軽歩兵師団を率いてフレデリック市を通過し、サウス山の戦いやアンティータムの戦いへ導いた。このときペンシルベニア・ダッチの住人バーバラ・フリッチーがジョン・グリーンリーフ・ホイッティアによる詩に歌われることになる事件があった。北軍のジェシー・リー・リノ将軍の第9軍団はジャクソン軍より数日遅れてこの町を通って、サウス山の戦いに向かい、そこでリノは戦死した。
シュライ家はおそらくドイツでの血筋から軍国的愛国主義の信条が篤かった。南北戦争の間、エドワード・シュライ大佐（1857年没）の従兄弟であるヘンリー・シュライ少佐は、72歳で北軍のルー・ウォーレス将軍の副官を務めた。ウォーレスはウィリアム・シャーマンやドン・カルロス・ビューエル各将軍と共に、1862年のシャイローの戦いでユリシーズ・グラント将軍の重要な副官の1人だった。ウォーレス将軍はまた、1864年のモノカシーの戦いでは南軍のジュバル・アーリー将軍の部隊とフレデリック郊外で戦った。ヘンリー・シュライ少佐の息子、フェアファックス・シュライ博士は戦後に著名な市民指導者となり、フレデリック郡農業協会やグレート・フレデリック・フェアを設定する主唱者になった。その従兄弟、ウィンフィールド・スコット・シュライ提督は1860年から米西戦争までアメリカ海軍に在籍し、1898年のサンティアゴ湾の戦いではスペイン艦隊に勝利したアメリカ艦隊を率いた。ジルマー・シュライは1919年から1922年までフレデリック市長を務め、シュライ家は20世紀後半まで市の指導的家系の一つであり続けた。マーガレット・シュライの息子、ナサニエル・ウィルソン・シュライは農夫および機械工市民国定銀行の著名な銀行家だった。その妻、メアリー・マーガレット・シュライは「アメリカ独立戦争の娘達」会員、庭園協会の長年の指導者とフレデリック郡農業協会の終身会員、州内では2大農業祭の一つである毎年開催のグレート・フレデリック・フェアで後援者と組織者（もう一つの祭りはティモニウムで毎年開催されるステイト・フェア）だった。その息子であるドナルド・ジルマー・シュライは、ジョン・T・ベスト、ゴードン・スミス、フランク・ストーファー、エモンズ・C・サナーなどフレデリック郡農業協会の他の理事会メンバーと共に活動し、1960年代後半に、当時衰退しつつあったフェアの夜の催しを、ニューヨークのステージショーやボルシチ・ベルトのコメディアン興行からカントリー・ウェスタンの興行に変えていった。彼等はまず、バーバラ・マンドレルとルイーズ・マンドレル姉妹のようなスターを連れてきて、後にはリーバ・マッキンタイア、リー・グリーンウッド、リアン・ライムス、ロレッタ・リン、ソウヤー・ブラウン、トビー・キース、ケニー・チェスニー、ランディ・トラビス、ジョージ・ジョーンズなど多くの著名なカントリー・ウェスタンのスターを毎年9月の祭りの連れてきて、この祭りを毎年の主要カントリー・ウェスタンの祭典の場所にしていった。シュライ・アベニューは市が継承してきたシュライ家の役割を記念するものである。
フレデリックには1740年代から既にユダヤ人が住んでおり、草分けとしてはヘンリー・ラザルスやリーバイ・コーハンが商人としてここに入った。主にドイツ系ユダヤ人移民で構成される組織化されたユダヤ人社会が19世紀半ばに形を取り始め、1858年にはフレデリック・ヘブライ・コングリゲーションが組織化されたが、1919年には古い移民とそれよりは後に到着した東ヨーロッパ系ユダヤ人との協調のためにベス・ショーロムという名前で再編された。もう一つコル・アミ・オブ・フレデリックと呼ばれる信徒団が2003年に結成された。
1905年、E・B・ハッチャー牧師がフレデリックでは初めてのバプテスト教会を始めた。
1921年、ウェスト・オールセイント170番に最初のアフリカ系アメリカ人高校が設立された。後にマディソン通り250番に移転し、最終的にサウスフレデリック・エリメンタリーとなった。この建物は今も残っており、リンカーン小学校が入っている。

### 歴史的史跡
フレデリック市の内外には幾つかの南北戦争史跡がある。現在のサウス通りとマーケット通りの交差点、当時は列車操車場だった場所で、エイブラハム・リンカーン大統領が内戦演説を行った。この演説を記念する銘板が置かれている。現在のバタフライ・レインにあるプロスペクト・ホール邸宅は、1863年6月28日の早朝、リンカーン大統領からの伝令が到着し、その前の5月にジョセフ・フッカー将軍がチャンセラーズヴィルで蒙った惨事に対し、ジョージ・ミード将軍をフッカーの代わりにポトマック軍の指揮官に据えるということをミードに伝えた。ゲティスバーグの戦い前の数週間、プロスペクト・ホールに宿営していたポトマック軍はここから出発して、幾つかの大きな会戦を戦った。南北戦争国立博物館が中心街にある。
アメリカ国道40号線迂回路の真西、かつバーキッツビル西には、サウス山の戦いで起こった3つの戦闘、すなわちクランプトン・ギャップ（1862年9月14日）、フォックス・ギャップおよびターナー・ギャップの戦闘が行われた場所であり、ストーンウォール・ジャクソンとウォーカーの指揮する南軍が北軍のカンバーランド渓谷への侵入を阻止しようとして失敗した所である。バーキッツビル真西のクランプトン・ギャップにあるゲイスランド州立公園には戦争特派員の記念碑が見られる。戦死したジェシー・リノ将軍の記念碑がアメリカ国道40号線迂回路の南側、ミドルタウンの西、フォックスギャップの頂上直ぐ下にある。
フレデリック市の南西21マイル (34 km) には、歴史あるハーパーズ・フェリーがあり、シェナンドー川とポトマック川の合流点を睥睨している。ここには連邦軍の重要な武器庫があった。1859年、カンザス州から来た奴隷制度廃止運動家ジョン・ブラウンが武器庫を占領したが、ロバート・E・リーが指揮する連邦軍に包囲され、捕獲されて終わった。1862年9月17日、南軍のA・P・ヒル将軍はハーパーズ・フェリーの武器庫を襲い、その部隊に再装備させた。その日の午後1時に1人の騎兵が到着して、シャープスバーグにいるリー軍が大変な状況にあることを告げ、ヒルは配下の6,000名に隊列を組ませ、日頃の倍の速さで行軍させて、アンティータムのリーの救援に向かった。ヒルの師団はハーパーズ・フェリーから戦場までの17マイル (27 km) を丁度3時間で走破させ、この間に熱中症と日射病のために勢力の3分の2を失いながら、「間一髪で」北軍のバーンサイド隊を追い返すために間に合った。バーンサイド隊はアンティータム・クリークに架かるバーンサイド橋をまさに渡ろうとしていた。ハーパーズ・フェリー近傍では収集家が南北戦争の遺物を今でも発見することがあり、特にポトマック川のメリーランド州側にあるメリーランド高地で見付けられている。
モノカシーの戦場跡は市域の直ぐ外にあり、アンティータムとゲティスバーグはそれぞれ約35マイル (56 km) 西と北にある。
伝説に拠れば、南軍指揮官ストーンウォール・ジャクソンとその部隊が1862年にフレデリック市中心部を行軍したときに、これを無視して星条旗を振ったというバーバラ・フリッチーの家はもう一つの重要な歴史史跡になっている。この伝説は一般に作り物とされているが、南北戦争の間は広く信じられており、ジョン・グリーンリーフ・ホイッティアーの1864年の詩にも詠まれ、その詩がその後何十年間も人気を保った。バーバラ・フリッチーはその存在だけでメリーランド州の歴史では重要人物であり、フレデリック市のマウントオリベット墓地では、トマス・ジョンソン知事やアメリカ合衆国国歌の作詞家フランシス・スコット・キーの隣に埋葬されている。
フレデリック市のその他著名人としては、連合規約下の連合会議で初代議長となったジョン・ハンソンや、南北戦争前夜にドレッド・スコット判決を出して議論を呼んだ合衆国最高裁判所首席判事ロジャー・トーニーがいる。市内ではトーニー・アベニューが彼を記念するものである。フレデリック市のマウントオリベット墓地には、アメリカ合衆国国歌『星の煌めく旗』の作詞家フランシス・スコット・キーが眠っている。オールセイント教会墓地には、メリーランド州知事を2期務めたトマス・シム・リー（1745年-1819年）が埋葬されている。リーはメリーランド州が州となるために影響力を及ぼし、1781年にアメリカ合衆国の形成を完成させる時に重要な役割を果たした。

#### 著名な家屋
フレデリック市で最古の家屋と考えられるものはシッファーシュタットであり、ドイツ人移民ヨセフ・ブルンナーによって1756年に建設された。現在ではシッファーシュタット建築博物館となっている。
1814年、高名な眼科医ジョン・タイラー博士がフレデリック市西チャーチ通り112番に有名なタイラー・スパイト・ハウス（スパイトは嫌がらせの意味）を建設し、市域がリコード通りを越えて南のタイラーの土地を抜け、西パトリック通りまで拡がるのを妨げることで、フレデリック市に嫌がらせをした。「タイラー・スパイト・ハウス」は現在、デザイン・メソッド・グループ の事務所になっている。

## 地理

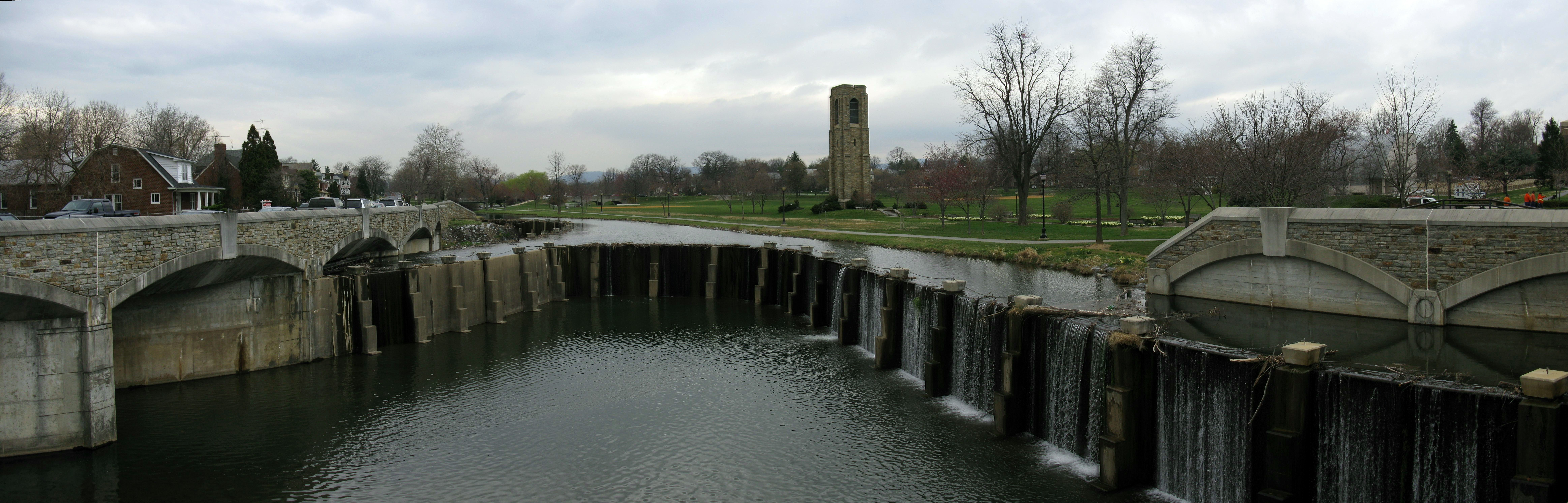
ベイカー公園を流れるキャロル・クリーク

フレデリック市はメリーランド州西部のフレデリック郡内に位置する。植民地時代以来主要な交差点として機能してきた。今日では、州間高速道路70号線と270号線、アメリカ国道340号線、40号線とその迂回路、および15号線が交わる所である。近くの都市との位置関係では、ワシントンD.C.から北西48マイル (77 km)、ボルティモアから西に49マイル (78 km)、ヘイガーズタウンの南東24マイル (38 km)、ペンシルベニア州ハリスバーグからは南西に71マイル (114 km) となっている。地球座標では北緯39度25分35秒 西経77度25分13秒 / 北緯39.42639度 西経77.42028度に位置する。
アメリカ合衆国国勢調査局による2004年の報告では、市域全面積は20.4平方マイル (52.9 km2)、このうち陸地がほとんどを占め、水域としては市内を東流するモノカシー川、キャロル・クリーク（市内を流れ、1972年夏のように時として洪水を起こす）および中心街にある小さな人造湖カラー湖があるだけである。

## 人口動態
以下は2000年国勢調査による人口統計データである。
| 基礎データ - 人口: 52,767人 - 世帯数: 20,891世帯 - 家族数: 12,787家族 - 人口密度: 997.7人/km2（2,584.4人/mi2） - 住居数: 22,106軒 - 住居密度: 418.0軒/km2（1,082.7/mi2） 人種別人口構成 - 白人: 79.1% - アフリカン・アメリカン: 16.0% - ネイティブ・アメリカン: 0.8% - アジア人:3.8% - 太平洋諸島系: 0.1% - その他の人種: 2.9% - 混血: 2.5% - ヒスパニック・ラテン系: 4.80% 年齢別人口構成 - 18歳未満: 25.1% - 18-24歳: 9.3% - 25-44歳: 35.2% - 45-64歳: 19.0% - 65歳以上: 11.3% - 年齢の中央値: 34.7歳 - 性比（女性100人あたり男性の人口） - 総人口: 90.9 - 18歳以上: 87.4 | 世帯と家族（対世帯数） - 18歳未満の子供がいる: 32.3% - 結婚・同居している夫婦: 44.4% - 未婚・離婚・死別女性が世帯主: 12.8% - 非家族世帯: 38.8% - 単身世帯: 30.0% - 65歳以上の老人1人暮らし: 8.8% - 平均構成人数 - 世帯: 2.42人 - 家族: 3.05人 収入と家計 - 収入の中央値 - 世帯: 47,700米ドル - 家族: 56,778米ドル - 性別 - 男性: 38,399米ドル - 女性: 27,732米ドル - 人口1人あたり収入: 23,053米ドル - 貧困線以下 - 対人口: 7.4% - 対家族数: 4.8% - 65歳以上: 6.8% |

## 政府

### 市執行部
2011年現在の市執行部すなわちフレデリック市長はランディ・マクリメントである。

### 市議会
フレデリック市は6人の議員による市議会（議員の1人は市長）があり、立法府として機能している。選挙は4年ごとに行われる。現在の議員は2009年11月3日に選出された。

## 文化

### 景観

フレデリック中心街ノースコート通りのパノラマ、中央の建物が市役所

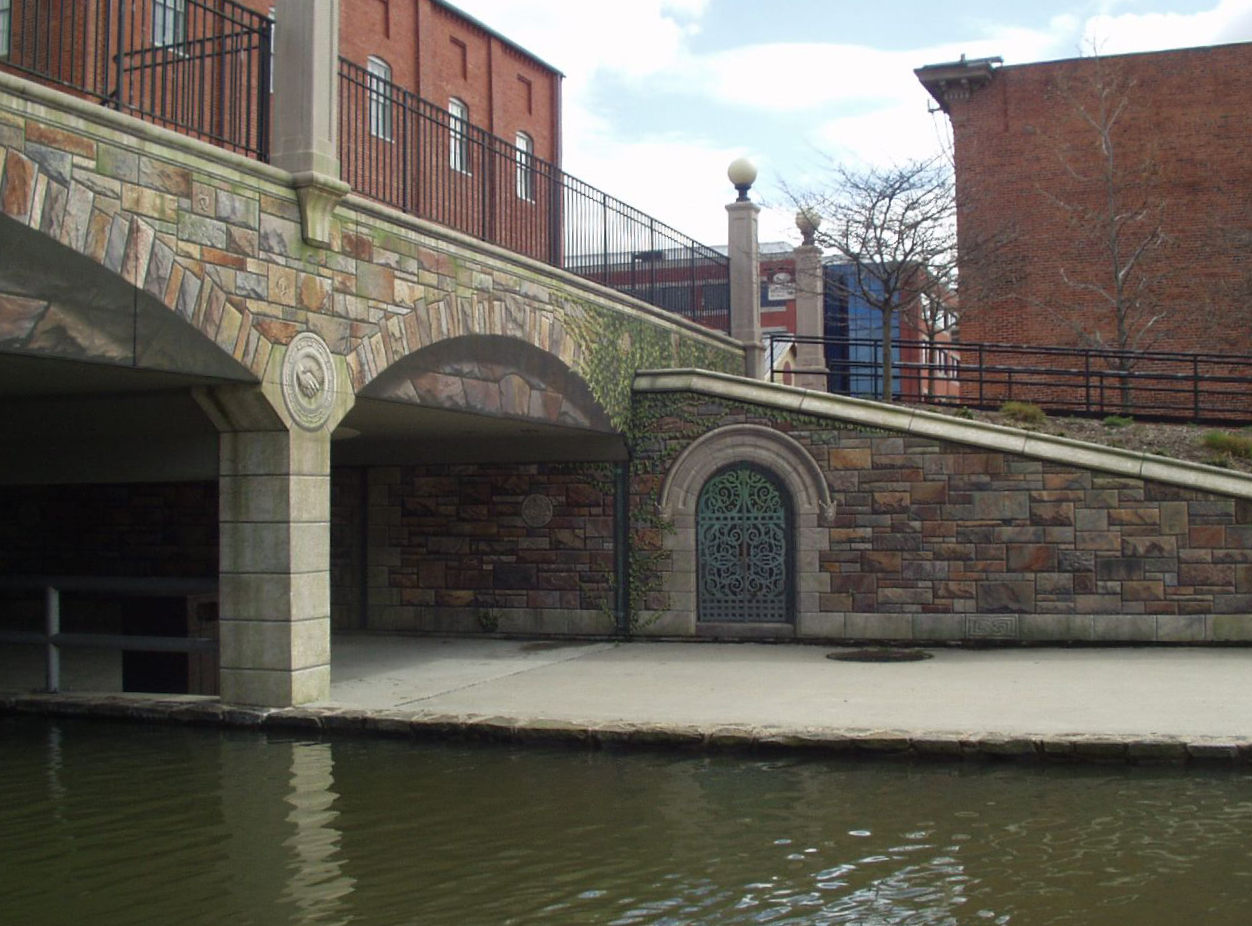
コミュニティ・ブリッジの壁画

フレデリック市はその歴史ある中心街の建物で「群生する尖塔」のスカイラインが有名である。これらの尖塔は市章やその他多くの市に関連するロゴや紋章にも描かれている。
フレデリック市には"コミュニティ・ブリッジ"と呼ばれる壁画で覆われた橋が1つある。画家ウィリアム・コクランはその絵のリアリズムで称賛されてきた。数多くの人々が橋の石材中に表現される社会を著すアイディアを送った。フレデリック市の人々から、この橋は「壁画」「絵のある橋」あるいはもっと普通には「壁画の橋」と呼ばれるようになった。

### 芸術
フレデリック芸術協議会 はフレデリック郡で認められた芸術組織である。この組織は芸術を促進し、支援し、提唱することに関わり、市内の繁栄する社会となっている。フレデリック中心街には10箇所を超える画廊があり、3つの劇場が互いに50フィート (15 m) 以内の距離に接してある（文化芸術センター、ワインバーグ芸術センター、メリーランド・アンサンブル・シアター）。フレデリック市ではメリーランド・シェークスピア・フェスティバルが開催される。
2007年8月、フレデリック市の通りは、"フレデリックへの鍵"と題される大きな公的芸術企画の一部として、人間大のガラス繊維でできた鍵30個で飾られた。
2007年10月、芸術家ウィリアム・コクランは "夢" と題する大規模なガラス作品を創出した。この作品はフレデリック市中心街にあるフランシス・スコット・キーのアパート東面にある。

### 劇場
フレデリック市には、プロの劇団会社メリーランド・アンサンブル・シアターがあり、フランシス・スコット・キー・ホテルの低層階を占めている。この劇団は1997年に初公演を行ったが、作劇集団としては1993年4月にコメディ・ピッグスの寸劇を公演した。
また、市のオーケストラ、フレデリック・シンフォニー・オーケストラ があり、古典的名作から構成されるコンサートを年5回開催している。その他の音楽組織としてはフレデリック合唱隊、フレデリック合唱芸術協会、フレデリック地域青年オーケストラおよびフレデリック・シンフォニックバンドがある。
フレデリック市には、フレデリック子供合唱隊 があり、1985年以来合唱の若者を育ててきた。これは5歳から18歳までの隊員約150名で構成される5声部の合唱隊である。
毎週日曜日の正午から30分間、カリヨンのリサイタルがジョセフ・ディル・ベイカー・カリヨンで開催されている。カリヨンはベイカー公園のどこでも聴くことができ、市民カリヨン奏者がこの時間には開いている塔の中で演奏しているのを見ることができる。
フレデリック・クラシカルバレー学校があり、メリーランド地域バレーのための公式がっこうである。市内には約30のダンス・スタジオがある。毎年開催されるダンスフェストの催しにこれらスタジオから出演する機会が得られる。

### 文化的組織
フレデリック市には、フレデリック郡平和資源センター、ウィミン・イン・ブラックの支所、およびフレデリック進歩行動連盟すなわちフレドパックのような幾つかの進歩的組織がある。

## メディア

### テレビ
フレデリック市はメリーランド公共テレビ系列局、WFPT 62 (PBS/MPT)が免許を得ている。

### ラジオ
市内にはWFMD（930AM、ニュース、トーク、スポーツ）、WFRE（99.9FM、カントリー・ミュージック）およびWAFY（103.1FM、成人向け時事）のラジオ局がある。

### 新聞
フレデリック市では「フレデリック・ニューズポスト」紙が発行されている。

## スポーツ
- フレデリック・キーズ、ボルチモア・オリオールズ傘下の高Aマイナーリーグベースボール・チーム。キーズは、フレデリック市民でだったフランシス・スコット・キーに因んで名付けられ、ハリー・グラブ・スタジアムでプレーしている。
- "フレデリック・フライング・ドッグズ"、メリーランド州中部セミプロ野球リーグ の成人アマチュア野球チーム。フライング・ドッグズは当初のスポンサーである地元の醸造所、フライング・ドッグ醸造所に因んで名付けられた。

## 教育

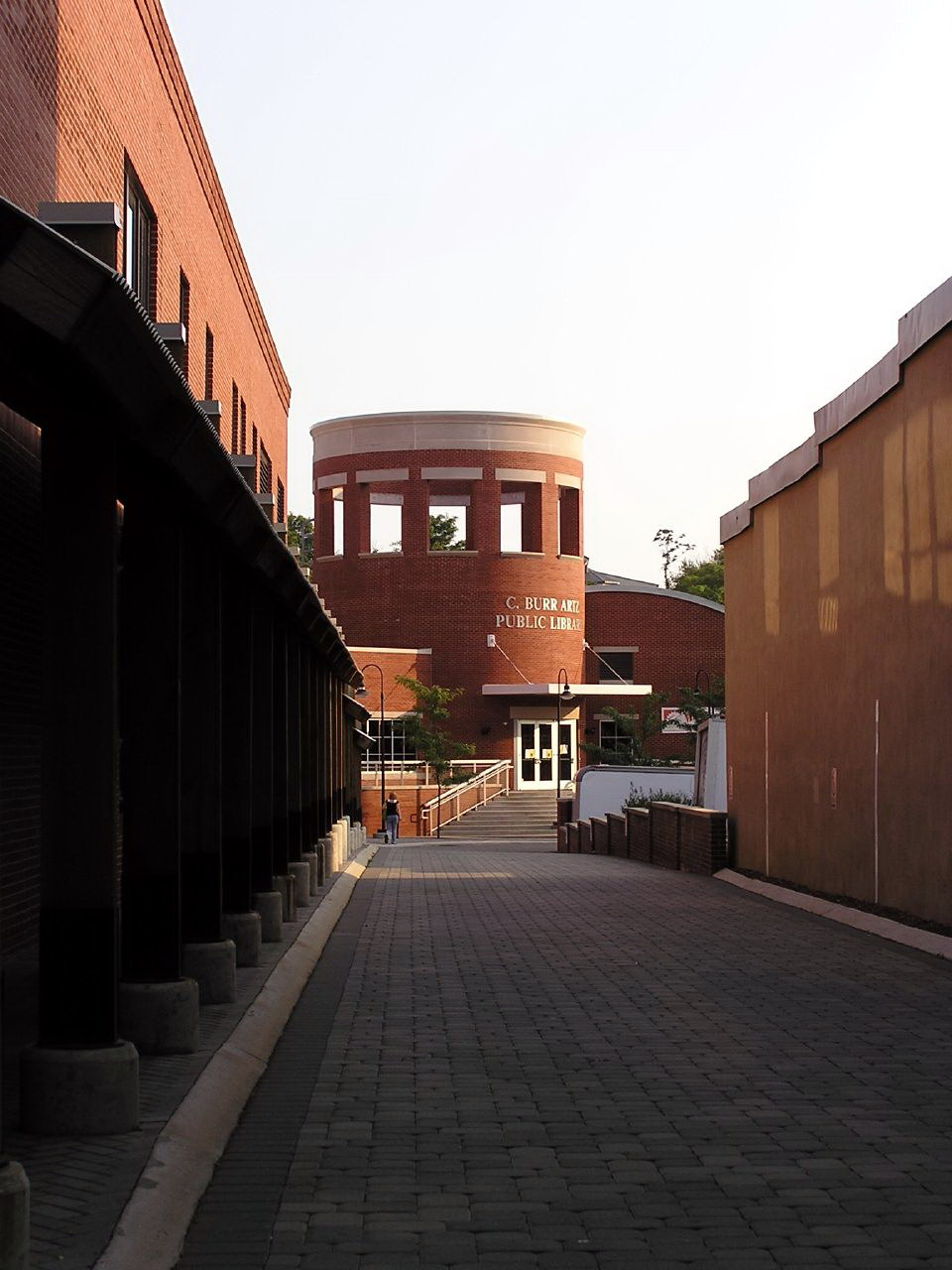
フレデリック公立図書館

### 公立学校
フレデリック郡公共教育委員会が地域公立学校を運営している。
フレデリック市内の高校:
- フレデリック高校
- トマス・ジョンソン知事高校
- リンガノア高校
- タスカローラ高校

その他の公立学校: 成人教育職業技術センター、ヘザーリッジ学校、アウトドア学校、ロック・クリーク学校および地球・宇宙科学研究所

### 私立高校
- セントジョン・カトリック予備校（プロスペクト・ホールにある）
- 新生活キリスト教学校
- フレデリック・クリスチャン・アカデミー
- バナー・スクール

### 12級学校
- メリーランド聾学校
- フレデリック・クリスチャン・アカデミー
- 新生活キリスト教学校

### カレッジと大学
- フレデリック・コミュニティ・カレッジ
- フッド・カレッジ

## 交通
1896年から1961年まで、フレデリック市には都市間路面電車であるヘイガーズタウン・アンド・フレデリック鉄道が走っており、アメリカ合衆国の中でこの種の運行システムとしては最後まで残るものになった。
最近市内にはMARC通勤鉄道が運行し、1日に数本の列車をワシントンD.C.まで走らせている。シャディグラブ・メトロレイル駅まで運行する急行バスルート991や一連のバス便がフレデリック・トランジット・サービスによって運行されている。
フレデリック市にはフレデリック市営空港があり、1マイル (1.6 km) 滑走路と3,600フィート (1.1 km) の第2滑走路がある。ワシントンに近いことと、小型2発ジェット機を扱えることのために航空機所有者と操縦者の協会の本部となっている。

## フレデリック市の著名住人と出身者
- ジョー・アレクサンダー (1986-) - バスケットボール選手、2007年オール・ビッグイーストとオールアメリカン選外優秀者に指名された
- マイケル・ビーズリー (1989-) - バスケットボール選手、NCAA年間優秀選手(2007-08)、2008年のNBAドラフトではマイアミ・ヒートが第2位指名
- シャドラック・ボンド (1773-1832) - 初代イリノイ州知事
- レスター・ボウイ (1941-1999) - ジャズ・トランペット奏者でアドリブ奏者、歴史ある黒人集落のバートンズビルで生まれた。ボウイ家はフレデリック郡のリンガノア・バートンズビル地区に長いルーツがある。バートンズビルに埋葬されている
- チャック・フォアマン - NFLのランニングバック、フレデリック生まれであり、フレデリック高校でフットボール、バスケットボールおよび陸上競技で異彩を放った。
- バーバラ・フリッチー (1766-1862) - 南北戦争の時の愛国者、南軍指揮官ストーンウォール・ジャクソンとその部隊が1862年にフレデリック市中心部を行軍したときに、これを無視して窓から星条旗を振ったといわれる。南軍はサウス山の戦いとアンティータムの戦いに進む途中だった。
- デイビッド・ギャラハー（1975年6月5日-) - 著作家、2作目のYours Truly, Johnny Dollarは1950年代のフレデリックを舞台にしている。フッド・カレッジの卒業者でもある。
- ショーン・ハトシー (1975年12月29日) - -俳優
- ブルース・アイビンス (1946-2008) - デトリック砦の科学者、2001年アメリカ炭疽菌事件の単独犯だったとされている
- ブラドリー・タイラー・ジョンソン (1829-1903) - 軍人、弁護士、政治家
- トマス・ジョンソン (1732-1819) - 著名な法律家、独立戦争中とその後の政治家、メリーランド州初代知事。晩年は娘のアンとその夫ローズ・ヒル・メイナーと共にフレデリックに住んだ。その敷地に建てられた高校はトマス・ジョンソン高校と名付けられた。
- フランシス・スコット・キー (1779-1843) - 弁護士、アメリカ合衆国国歌の作詞家、フレデリックのマウントオリベット墓地に埋葬されている。その家族墓所はトマス・ジョンソンやバーバラ・フリッチーのものに隣接している
- テレンス・モリス (1979年1月11日-) - NBAバスケットボール選手、トマス・ジョンソン高校出身
- ジョン・ネルソン - アメリカ合衆国司法長官(1843-1845)、メリーランド州選出のアメリカ合衆国下院議員(1821-1823)、1791年にフレデリックで生まれた.
- ウィンフィールド・スコット・シュライ (1839-1911) - アメリカ海軍の提督、南北戦争から米西戦争まで務めた、フレデリックに近いリッチフィールズの生まれ
- ロジャー・トーニー(1777-1864) - 判事、合衆国最高裁判所首席判事(1836-1864)、 1857年にドレッド・スコット対サンフォード事件を裁いた
- チャールズ・シュライバー・ライフスナイダー (1875-1958) - 日本聖公会北東京地方部主教、立教学院総理。

## 姉妹都市
- ドイツ、ラインラント＝プファルツ州、シッファーシュタット
- ドイツ、ラインラント・パラティネイト、メルツハイム
- ブラジル、セアラー州、アキラス